# Adolph Caesar
Adolph Caesar (5 de dezembro de 1933 – 6 de março de 1986) foi um ator americano de cinema e teatro. Conhecido por sua voz profunda característica, Caesar foi uma referência off-Broadway como membro da Negro Ensemble Company e como dublador de vários trailers de filmes. Ele foi amplamente aclamado por seu desempenho como Sargento Vernon Waters na peça vencedora do Prêmio Pulitzer de Charles Fuller, A Soldier's Play, papel que ele reprisou na adaptação cinematográfica de 1984, A Soldier's Story pela qual recebeu indicações ao Oscar e ao Globo de Ouro, e ganhou o NAACP Image Award de Melhor Ator em um filme.

## Juventude e educação
Caesar nasceu no Harlem, na Cidade de Nova Iorque, em 5 de dezembro de 1933, como o caçula de três filhos de mãe dominicana e pai indígena negro. Aos 12 anos, ele contraiu laringite, o que o levou a ter uma voz notavelmente profunda.
Depois de se formar na George Washington High School em 1952, Caesar se alistou na Marinha dos Estados Unidos durante a era da Guerra da Coreia, servindo como paramédico de hospital por cinco anos, alcançando o posto de suboficial. Ao ser dispensado do serviço militar, ele decidiu entrar no teatro e passou a estudar teatro na Universidade de Nova Iorque, graduando-se em 1962.

## Carreira

### Início de carreira
Caesar estreou no cinema em 1969 em Che!, interpretando o revolucionário cubano Juan Almeida Bosque. Um ano depois, Caesar tornou-se locutor e depois ingressou na Negro Ensemble Company em 1970 para produções como The River Niger, Square Root of the Soul e The Brownsville Raid. Caesar também trabalhou mais tarde com a Minnesota Theatre Company, a Inner City Repertory Company e o American Shakespeare Theatre. Teve passagem pelas soap operas Guiding Light e General Hospital em 1964 e 1969, respectivamente.
Graças à sua voz, Caesar encontrou trabalho frequente como dublador para comerciais de televisão e rádio, incluindo prévias teatrais e comerciais de rádio para muitos filmes de blaxploitation, como Cleopatra Jones, Superfly, Truck Turner e The Spook Who Sat by the Door. Por muitos anos, ele foi a voz da campanha publicitária do United Negro College Fund, recitando o icônico slogan "...porque a mente é uma coisa terrível de se desperdiçar".
Mais tarde em sua carreira, Caesar também emprestou sua voz para a série animada SilverHawks, na qual dublou Hotwing, um mágico e ilusionista habilidoso.
Em 1980, Caesar apareceu no infame mocumentário de Bruceploitation Fist of Fear, Touch of Death interpretando a si mesmo como um repórter fictício de notícias de televisão que investigava a morte de Bruce Lee.

### A Soldier's Play
O trabalho mais icônico de Caesar começou com seu papel como Sargento do Exército Vernon C. Waters no drama teatral vencedor do Prêmio Pulitzer de Charles Fuller, A Soldier's Play, pelo qual Caesar ganhou o Drama Desk Award de Melhor Ator Coadjuvante em uma Peça e um Obie Award por Melhor Realização Off-Broadway. A Soldier's Play se passa na Louisiana durante a Segunda Guerra Mundial, pouco antes da desagregação militar dos Estados Unidos. Waters é um homem negro que odeia a si mesmo, que luta pela igualdade e reconhecimento para os afro-americanos, ao mesmo tempo que demonstra um desprezo profundo e quase sádico pelos soldados "estereotipadamente negros" e nascidos no sul, e cujo eventual assassinato por um de seus próprios homens dá início ao enredo da história.
Em uma entrevista de 1985 ao Los Angeles Times, Caesar afirmou que se baseou em suas próprias experiências na elaboração do personagem Waters. "Eu estudei Shakespeare até a morte. Eu sabia mais sobre Shakespeare do que Shakespeare sabia sobre si mesmo. Depois de fazer uma temporada em uma companhia de repertório de Shakespeare, um diretor me disse: 'Você tem uma voz maravilhosa. Você conhece bem o inglês do rei. "Você fala pentâmetro iâmbico. Minha sugestão é que você vá para Nova Iorque e consiga um bom papel de cor." Waters tentou o seu melhor, mas não importa o que você faça, eles ainda te odeiam." Caesar posteriormente cunhou a frase característica do personagem, "Eles ainda te odeiam".
Caesar posteriormente reprisou seu papel como Waters na adaptação cinematográfica de Norman Jewison de 1984 da peça de Fuller, renomeada A Soldier's Story. Seu desempenho foi aclamado e lhe rendeu vários elogios, incluindo indicações ao Oscar e ao Globo de Ouro de Melhor Ator Coadjuvante, e um NAACP Image Award de Melhor Ator em Filme. Ele também ganhou o Los Angeles Film Critics Association Award de Melhor Ator Coadjuvante.

### Carreira posterior
Com base no sucesso de Soldier's Story, Caesar foi escalado para The Color Purple, de Steven Spielberg, como Old Mister Johnson, o pai do personagem de Danny Glover. Ele também apareceu em um episódio de The Twilight Zone e em um ABC Afterschool Special. O último filme concluído de Caesar foi Club Paradise lançado postumamente.

## Vida pessoal e morte
Caesar teve três filhos com sua esposa Diane, com quem foi casado até sua morte.
Caesar estava trabalhando no set de Los Angeles do filme Tough Guys de 1986 (com Burt Lancaster e Kirk Douglas) quando sofreu um ataque cardíaco e morreu pouco tempo depois. Seu papel foi reformulado com Eli Wallach. Ele foi enterrado no Ferncliff Cemetery em Hartsdale, Nova Iorque.

## Obras

### Cinema
| Ano  | Título                         | Personagem                      | Diretor                | Notas                |
| ---- | ------------------------------ | ------------------------------- | ---------------------- | -------------------- |
| 1969 | Che!                           | Juan Almeida Bosque             | Richard Fleischer      |                      |
| 1975 | Tarzoon, la honte de la jungle | Bruto (voz)                     | Picha Boris Szulzinger | Versão em inglês     |
| 1979 | The Hitter                     | Nathan                          | Christopher Leitch     |                      |
| 1980 | Fist of Fear, Touch of Death   | Ele mesmo                       | Matthew Mallinson      |                      |
| 1984 | A Soldier's Story              | Sgt. Vernon Waters              | Norman Jewison         |                      |
| 1985 | The Color Purple               | Old Mister Johnson              | Steven Spielberg       |                      |
| 1986 | Club Paradise                  | Primeiro Ministro Solomon Gundy | Harold Ramis           | Lançado postumamente |

### Televisão
| Ano  | Título                   | Personagem              | Notas                                       |
| ---- | ------------------------ | ----------------------- | ------------------------------------------- |
| 1968 | The Wild Wild West       | Vidoq                   | Episódio: "The Night of the Gruesome Games" |
| 1969 | General Hospital         | Douglas Burke           |                                             |
| 1970 | The Challenge            | Clarence Opano          | Telefilme                                   |
| 1978 | Watch Your Mouth         | Jeff Cremer             | 2 episódios                                 |
| 1984 | Guiding Light            | Zamana                  |                                             |
| 1985 | Tales from the Darkside  | Mars Gillis             | Episódio: "Parlour Floor Front"             |
| 1986 | The Twilight Zone        | O Supervisor            | Episódio: "A Matter of Minutes"             |
| 1986 | Fortune Dane             | Charles Dane            | Episódio: "Pilot"                           |
| 1986 | ABC Afterschool Specials | Dr. Rancid              | Episódio: "Getting Even: A Wimp's Revenge"  |
| 1986 | SilverHawks              | Hotwing/Seymour (vozes) | Elenco principal                            |

### Teatro (parcial)
| Ano     | Título                                     | Personagem            | Diretor             | Teatro                  | Notas               |
| ------- | ------------------------------------------ | --------------------- | ------------------- | ----------------------- | ------------------- |
| 1965-67 | Happy Ending / Day of Absence              | Jackson               | Philip Meister      | St. Mark's Playhouse    |                     |
| 1971    | Rosalee Pritchett                          | Robert Barron         | Shauneille Perry    | St. Mark's Playhouse    |                     |
| 1971    | Perry's Mission                            | Lester "Bobo" Johnson | Douglas Turner Ward | St. Mark's Playhouse    |                     |
| 1971    | Ride a Black Horse                         | Harold                | Douglas Turner Ward | St. Mark's Playhouse    |                     |
| 1971    | Mary Stuart                                | Conde Bellievre       | Jules Irving        | Vivian Beaumont Theater | Estreia na Broadway |
| 1971-72 | The Sty of the Blind Pig                   | Doc                   | Shauneille Perry    | St. Mark's Playhouse    |                     |
| 1972    | A Ballet Behind the Bridge                 | Lalsingh              | Douglas Turner Ward | St. Mark's Playhouse    | Também coreógrafo   |
| 1972    | Frederick Douglass...Through His Own Words | Frederick Douglass    | Douglas Turner Ward | St. Mark's Playhouse    | Também dramaturgo   |
| 1974    | Nowhere to Run, Nowhere to Hide            | O Apresentador        | Dean Irby           | St. Mark's Playhouse    |                     |
| 1975    | Waiting for Mongo                          | Doodybug              | Douglas Turner Ward | St. Mark's Playhouse    |                     |
| 1976-77 | The Brownsville Raid                       | Pvt. James Holliman   | Israel Hicks        | Lucille Lortel Theatre  |                     |
| 1977    | The Square Root of Soul                    | —                     | Perry Schwartz      | Lucille Lortel Theatre  | Como dramaturgo     |
| 1979    | Plays from Africa                          |                       | Dean Irby           | St. Mark's Playhouse    |                     |
| 1979    | A Season to Unravel                        | Garrison              | Glenda Dickerson    | St. Mark's Playhouse    |                     |
| 1980    | Lagrima del Diablo                         | Aquilo                | Richard Gant        | St. Mark's Playhouse    |                     |
| 1981-83 | A Soldier's Play                           | Sgt. Vernon Waters    | Douglas Turner Ward | Julia Miles Theater     |                     |

## Prêmios e indicações
| Associações                          | Ano  | Categoria                              | Nomeações                                                   | Resultado |
| ------------------------------------ | ---- | -------------------------------------- | ----------------------------------------------------------- | --------- |
| Oscar                                | 1985 | Melhor Ator Coadjuvante                | A Soldier's Story                                           | Indicado  |
| Daytime Emmy Awards                  | 1987 | Melhor Artista em Programação Infantil | ABC Afterschool Specials ("Getting Even: A Wimp's Revenge") | Indicado  |
| Drama Desk Award                     | 1982 | Melhor Ator Coadjuvante em uma Peça    | A Soldier's Play                                            | Venceu    |
| Prêmios Globo de Ouro                | 1985 | Melhor Ator Coadjuvante – Filme        | A Soldier's Story                                           | Indicado  |
| Los Angeles Film Critics Association | 1984 | Melhor Ator Coadjuvante                | A Soldier's Story                                           | Venceu    |
| NAACP Image Awards                   | 1985 | Melhor Ator em um Filme                | A Soldier's Story                                           | Venceu    |
| Obie Award                           | 1983 | Melhor Realização Off-Broadway         | A Soldier's Play                                            | Venceu    |